# ر. إتش بارلو
ر. إتش بارلو (بالإنجليزية: R. H. Barlow؛ بالإسبانية: R. H. Barlow) هو لغوي ومؤرخ وكاتب وعالم إنسان وشاعر مكسيكي وأمريكي، ولد في 18 مايو 1918 في ليفنوورث في الولايات المتحدة، وتوفي في 2 يناير 1951 في أزكابوتزالكو في المكسيك بسبب جرعة زائدة من الباربيتورات.

## وصلات خارجية
- ر. إتش بارلو على موقع إن إن دي بي (الإنجليزية)
- ر. إتش بارلو على موقع ديسكوغز (الإنجليزية)